# کشتن ایمن الظواهری
ایمن الظواهری، رهبر گروه جهادگرایی سلفی القاعده، در ۳۱ ژوئیه ۲۰۲۲ در کابل، افغانستان، در یک حملهٔ هواپیمای بدون سرنشین از سوی ایالات متحده آمریکا کشته شد. او جانشین اسامه بن لادن بود که در ۲ مهٔ ۲۰۱۱ توسط نیروهای آمریکایی در پاکستان کشته شده‌بود. الظواهری که به برنامه‌ریزی حملات ۱۱ سپتامبر علیه ایالات متحده کمک کرده بود، پس از این حملات مخفی شده‌بود و ماه‌ها پیش از ترور توسط سازمان اطلاعات مرکزی  (اختصاری سیا) شناسایی شده بود. سیا پس از دریافت مجوز از جو بایدن، رئیس‌جمهور ایالات متحده برای آغاز حمله، دو موشک ای‌جی‌ام-۱۱۴ هل‌فایر را به بالکن خانهٔ الظواهری شلیک کرد که منجر به کشته‌شدن وی شد.
این حمله نزدیک به یک سال پس از پایان جنگ در افغانستان صورت گرفت. مقامات آمریکایی حضور الظواهری در افغانستان را نقض توافقنامه خروج نیروهای آمریکایی از افغانستان خواندند که بر پایهٔ آن طالبان اجازه ندارد به اعضای القاعده پناهگاهی دهد. در پی این حمله، اعضای شبکه حقانی تلاش کردند تا مرگ الظواهری را پنهان کنند، اگرچه آمریکا قبلاً آن را تأیید کرده بود. در واکنش به این حمله، بایدن با انتشار بیانیه‌ای از مرگ الظواهری خبر داد و آن را «اجرای عدالت» خواند.

## پیش‌زمینه

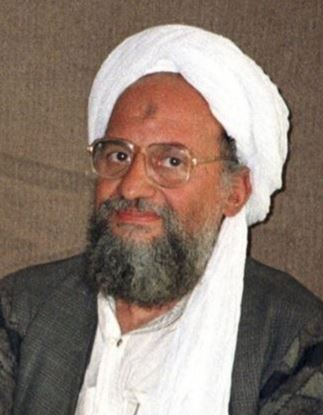
دکتر ایمن الظواهری در عکسی که توسط حمید میر گرفته شده است که این عکس را در سومین و آخرین مصاحبه خود با اسامه بن لادن در نوامبر ۲۰۰۱ در کابل گرفته است. دکتر الظواهری در مصاحبه حضور داشت و به عنوان مترجم بن لادن فعالیت می‌کرد.

ایمن الظواهری از رهبران سازمان شبه‌نظامی افراطی القاعده و معاون اسامه بن لادن رهبر آن بود. او حملات ۱۱ سپتامبر را که در ۱۱ سپتامبر ۲۰۰۱ در کنار بن لادن در ایالات متحده انجام شد، طراحی کرده بود. پس از این حملات، جورج دبلیو بوش، رئیس‌جمهور آمریکا، فهرستی از تحت تعقیب قرارگرفته‌ترین تروریست‌های اداره تحقیقات فدرال را منتشر کرد و الظواهری را به عنوان دومین فرد تحت تعقیب پس از بن لادن معرفی کرد. در حالی که بن لادن رهبری القاعده را بر عهده داشت، بسیاری از ناظران الظواهری را مسئول عملیات‌های آن می‌دانستند. با این حال، او از یک تعقیب و گریز بین‌المللی و تلاش برای ترور در دورهٔ ریاست جمهوری بوش، باراک اوباما و دونالد ترامپ اجتناب کرد.
بن لادن و الظواهری تحت القاعده از افغانستان زیرِ حکومت طالبان به عنوان پایگاه استفاده می‌کردند. پس از حمله آمریکا به افغانستان و چندین سال عملیات نظامی علیه القاعده، بن لادن در سال ۲۰۱۱ در یک حملهٔ آمریکایی در ایبت‌آباد پاکستان کشته شد و الظواهری اکنون رهبری این گروه تضعیف‌شده را برعهده گرفت. در سال ۲۰۱۶ گزارش شد که او برای فرار از نیروهای آمریکایی دست به اقدامات افراطی زده است و مقامات آمریکایی بر این باورند که او در منطقه‌ای در امتداد مرز دیورند، مرز بین افغانستان و پاکستان، مخفی شده است و از یک کروما کی برای پوشاندن اطراف خود در حین ارسال پیام‌های ویدیوئی‌اش استفاده می‌کند.
پس از نزدیک به ۲۰ سال جنگ، دولت ایالات متحده در مورد توافق خروج با طالبان مذاکره کرد که توسط جو بایدن، جانشین ترامپ پذیرفته شد و بر اساس آن، طالبان موافقت کردند که پناهگاه امنی برای افراد درگیر با القاعده و سایر سازمان‌های تروریستی فراهم نکنند. در مقابل ایالات متحده پذیرفت عملیات نظامی در افغانستان را تنها با موافقت دولت طالبان انجام دهد. با شروع عقب‌نشینی نیروهای آمریکایی، طالبان به سرعت افغانستان را در سال ۲۰۲۱ بازپس گرفتند. در ۲۹ اوت ۲۰۲۱ یک حملهٔ هواپیمای بدون سرنشین در کابل توسط ایالات متحده در حین تخلیه انجام شد، که منجر به کشته‌شدن ده غیرنظامی شد؛ در حالی که اشتباهات این حمله در ابتدا نادیده گرفته‌شد، مقامات آمریکایی در پی افشای نیویورک تایمز مجبور به تصدیق آن شدند. از آن زمان به بعد، در مورد جلوگیری از مرگ غیرنظامیان در حملات پهبادی احتیاط بیشتری می‌شود.

## آماده‌سازی

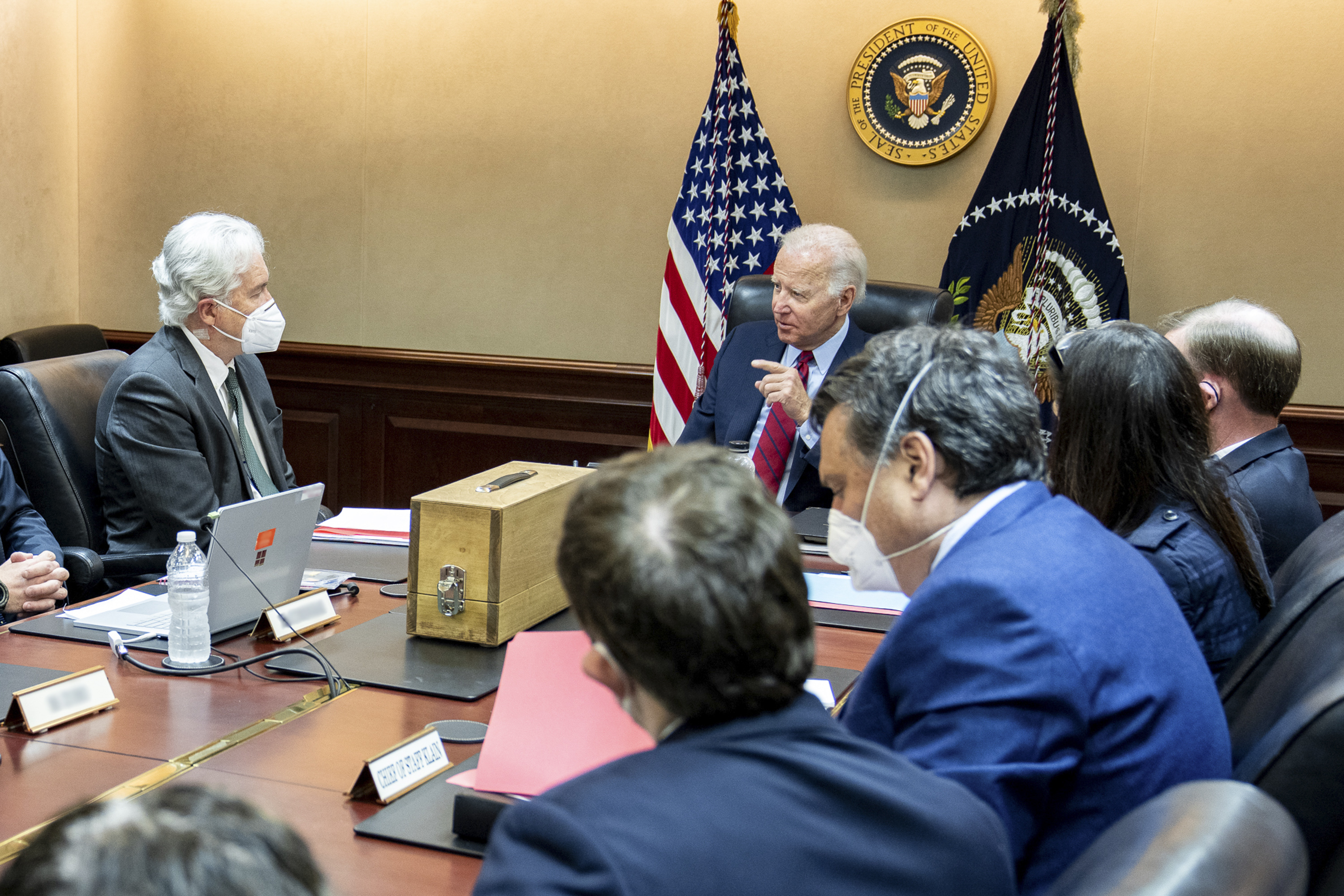
دیدار جو بایدن با تیم امنیت ملی برای بحث در مورد یک «عملیات ضد تروریستی» برای کشتن الظواهری.

مقامات آمریکایی در سال ۲۰۲۲ مطلع شدند که خانوادهٔ الظواهری پس از سقوط کابل به خانه امنی در این شهر نقل مکان کرده است. سیا حدود شش تا هفت ماه پیش از ترور، خانوادهٔ او را ردیابی کرده بود و در نهایت متوجه شد که خود الظواهری نیز از پاکستان به آنجا نقل مکان کرده است. او پس از رسیدن به آن‌جا هرگز خانهٔ امن را ترک نکرد و عادات روزانهٔ او ماه‌ها توسط جامعه اطلاعاتی ایالات متحده آمریکا پیگیری می‌شد، از اینرو می‌توانستند دقیقاً تأیید کنند که او همان فرد است. این ساختمان در شیرپور، محله‌ای در مرکز شهر کابل قرار دارد که قبلاً متروکه بود، اما پس از تصرف آن توسط وزارت دفاع افغانستان به منطقه‌ای ثروتمند تبدیل شد.
جاناتان فاینر، معاون مشاور ملی بایدن، و الیزابت شروود راندال، مشاور امنیت داخلی، نخستین اشخاصی بودند که در اوایل آوریل ۲۰۲۲ در مورد مکان الظواهری مطلع شدند. مقامات دیگر بعداً به این اطلاعات دست یافتند و جیک سالیوان، مشاور امنیت ملی، اندکی پس از آن بایدن را مطلع کرد. مقامات آمریکایی در ماه‌های مه و ژوئن این اطلاعات را تأیید کردند و گزینه‌های مختلفی را برای بایدن برای انجام یک ترور آماده کردند.
مقامات آمریکایی پس از اطلاع از اینکه الظواهری دوست دارد در بالکن خانه خود بنشیند، برای آماده‌شدن برای حمله و جلوگیری از آسیب‌رساندن به دیگر ساکنان، یک مدل مقیاس از ساختمان ساختند که در ۱ ژوئیه به بایدن نشان داده شد. مقاماتی از جمله ویلیام جی. برنز، مدیر سازمان اطلاعات مرکزی، ایوریل هینز، مدیر اطلاعات ملی، کریستین ابی زید، مدیر مرکز ملی مبارزه با تروریسم، در طول روز دربارهٔ حمله با بایدن گفتگو کردند. بایدن در ۲۵ ژوئیه یک جلسهٔ رهنمودگزاری نهایی را دریافت کرد و تمام مقامات دخیل در تصمیم برای انجام حمله به اتفاق آرا موافقت کردند.

## حمله
در ۳۱ ژوئیه ۲۰۲۲، ساعت ۶:۱۸ به وقت محلی، در حالی که الظواهری بیرون در بالکن خانهٔ خود در کابل ایستاده بود، یک هواپیمای بدون سرنشین ایالات متحده دو موشک ای‌جی‌ام-۱۱۴ هل‌فایر را به سمت الظواهری شلیک کرد و او را کشت. گمان زده‌شده که موشک هلفایر استفاده‌شده در این حمله از نوع خاصی بوده که به جای مواد منفجره با یک کلاهک جنبشی با تیغه‌های بازشو مجهز شده بود تا در برابر اهداف انسانی خاص برای به حداقل‌رساندن تلفات جانبی استفاده شود. به این موشک «بمب نینجا» و «جینسوی پرنده» لقب داده‌اند. نیویورک تایمز به نقل از یک تحلیلگر آمریکایی گزارش داد که خانهٔ مورد اصابت قرار گرفته متعلق به یکی از دستیاران ارشد سراج‌الدین حقانی، یکی از مقامات ارشد دولت طالبان است. یک مقام ارشد آمریکایی به تایمز گفت که الظواهری در حالی که در بالکن ایستاده بود مورد اصابت دو موشک قرار گرفت. یک تحلیلگر نظامی اظهار داشت که تصاویری از این حمله در شبکه‌های اجتماعی منتشر شدند و نشان می‌داند که موشک‌های مورد استفاده از نوع «آر۹اِکس» بوده‌اند که مجهز به تیغه‌هایی برای کشتن هدف با ضربه جنبشی برای به‌حداقل‌رساندن تلفات جانبی هستند.
خبر این رویداد دو روز پس از انجام حمله، پس از تأیید اطلاعاتی مبنی بر کشته‌شدن الظواهری منتشر شد. یک مقام ارشد دولت بایدن به خبرنگاران تأیید کرد که یک حملهٔ هواپیمای بدون سرنشین در افغانستان صورت گرفته و هدف القاعده را از بین برده است. بایدن تأیید کرد که او یک هفته پیش مجوز حمله را صادر کرده بود و جامعه اطلاعاتی ایالات متحده آمریکا در اوایل سال ۲۰۲۲ الظواهری را هنگام انتقال به کابل ردیابی کرده بود.

## واکنش‌ها

### مقامات آمریکایی
سناتورهای حزب جمهوری‌خواه از جمله مارکو روبیو و جونی ارنست از اقدامات بایدن تمجید کردند، اگرچه رهبر جمهوری‌خواه مجلس سنا میچ مک‌کانل از دولت بایدن خواست نقش مؤثرتری در اقدامات ضد طالبان ایفا کند.
باراک اوباما، رئیس‌جمهور سابق ایالات متحده، این ترور را در توییتر تحسین کرد و اعلام کرد که «اخبار امشب همچنین دلیلی بر این است که ریشه‌کن‌کردن تروریسم بدون جنگ در افغانستان امکان‌پذیر است. امیدوارم که این امر بتواند کمی صلح را برای خانواده‌های ۱۱ سپتامبر فراهم کند. برای همه اشخاصی که از دست القاعده آسیب دیده‌اند».

### طالبان
طالبان نه تنها حضور ایمن الظواهری در افغانستان را رد کرد بلکه کشته شدن او را «سناریو و پروژه ساختگی آمریکایی‌ها» نامید. مقامات طالبان بارها بر این مسئله پافشاری کردند شخصی که مورد حمله ایالات متحده قرار گرفت ایمن الظواهری نبود.
ذبیح‌الله مجاهد، سخنگوی امارت اسلامی کشته شدن رهبر شبکه القاعده در افغانستان را یک ادعا خواند و افزود: «تا به حال ما به این نتیجه نرسیدیم و دلیل مقنع و واضح به دست نیامده که ثابت بسازد چنین قضیه‌ای واقع شده باشد و تا به حال هم از طرف آمریکا در حد ادعا است و ما دلیل قناعت‌بخشی را به دست نیاوردیم.»
در بیانیه‌ای از سوی طالبان این عملیات محکوم شد و گفته شد که این حمله بر یک خانهٔ مسکونی در منطقهٔ شیرپور کابل انجام شده است. سخنگوی طالبان گفت: «این‌گونه اقدامات تکرار تجارب نافرجام بیست سال گذشته و خلاف منافع ایالات متحده آمریکا، افغانستان و تمام منطقه است».

### دولت‌ها
جو بایدن، رئیس‌جمهور آمریکا در یک سخنرانی تلویزیونی اعلام کرد که «عدالت برقرار شده است» و اینکه نیروهای آمریکایی هرکسی را که تهدیدی برای آمریکا باشد پیدا کرده و از بین خواهند برد و این حمله را با دست‌داشتن الظواهری در حملات ۱۱ سپتامبر توجیه کرد. وزارت امور خارجه آمریکا در ۲ اوت در مورد احتمال حملهٔ هواداران القاعده به آمریکایی‌ها به‌دلیل عواقب این حمله هشدار داد و با صدور «هشدارهای احتیاطی جهانی» از شهروندان آمریکایی که به کشورهای دیگر سفر می‌کنند خواست تا محتاط باشند.
متحدان ایالات متحده در داخل و خارج از ناتو از این حمله حمایت کردند. آنتونی آلبانیزی نخست‌وزیر استرالیا گفت امیدوار است قربانیان حملات تروریستی در مرگ الظواهری «کمی آرامش» پیدا کنند، در حالی که جاستین ترودو نخست‌وزیر کانادا در توئیتی نوشت: «مرگ ایمن الظواهری گامی به سوی جهانی امن‌تر است. کانادا به همکاری با شرکای جهانی خود برای مقابله با تهدیدات تروریستی، ارتقای صلح و امنیت و حفظ امنیت مردم در کانادا و در سراسر جهان ادامه خواهد داد».
وزارت امور خارجه عربستان سعودی گفت: «الظواهری یکی از رهبران تروریسم به‌شمار می‌رود که رهبریِ برنامه‌ریزی و اجرای عملیات‌های تروریستی زیادی را در ایالات متحده و عربستان سعودی بر عهده داشته است».
وزارت امور خارجه چین به کشته‌شدن الظواهری واکنش نشان داد و گفت که این کشور مخالف تمام اَشکال تروریسم است، اما در عین حال با «استانداردهای دوگانه» در عملیات ضد تروریسم «به قیمت حاکمیت روی دیگر کشورها» مخالف است.

### افراد
گرگ بارتون، رئیس سیاست جهانی اسلامی در مؤسسه شهروندی و جهانی‌شدن آلفرد دیکن در دانشگاه دیکن، به اسکای نیوز استرالیا گفت که الظواهری ممکن است با «یک رهبر موثرتر و توانمندتر» جایگزین شود.
این حمله توسط مارک تیسن، ستون‌نویس محافظه‌کار، به دلیل انجام از راه دور، در مقایسه با اقدام یگان ویژه نیروی دریایی ایالات متحده آمریکا که اسامه بن لادن را در پاکستان کشته بود، مورد انتقاد قرار گرفت. تیسن نوشت که حملهٔ هواپیمای بدون سرنشین، برخلاف عملیات قبلی در پاکستان، هیچ فرصتی را برای به دست آوردن اطلاعات عملیاتی باقی نگذاشته است، و توجیه بایدن از این اقدام را با اظهارات آنتونی بلینکن، وزیر امور خارجه ایالات متحده در اوت ۲۰۲۱ در مورد سقوط افغانستان به دست طالبان مقایسه کرد، که در آن بلینکن عوامل باقی‌ماندهٔ القاعده را «بقایا» نامیده بود.
کریستوف سافرلینگ، پروفسور آلمانی حقوق بین‌الملل در دانشگاه فریدریش-آلکساندر ارلانگن-نورنبرگ، این قتل را در تاگس‌شاو نقض قوانین بین‌المللی خواند.
القاعده تاکنون جانشین الظواهری را معرفی نکرده است. در پی این حمله، امنیت مارک فریکس، مهندس عمران ۶۰ ساله‌ای که گمان می‌رود در دست آدم‌ربایان شبکه حقانی باشد و تنها گروگان آمریکایی شناخته‌شده در افغانستان است، زیر سؤال رفته است.